# Reaktivität (Medizin)
In der Physiologie und Pathophysiologie beschreibt die Reaktivität die Fähigkeiten biologischer Gewebe, auf Umwelteinflüsse differenziert zu reagieren (zum Beispiel in der Sinnesphysiologie oder als Immunantwort) und das jeweilige Ausmaß dieser Reaktionen.
In der Immunologie ist synonym auch der Begriff Reagibilität (z. B. als bronchiale Hyperreagibilität beim Asthma bronchiale) gebräuchlich.
In der Strahlentherapie und Strahlenbiologie bezeichnet Reaktivität die Empfindlichkeit von Geweben gegenüber ionisierender Strahlung.
Wenn bei vielen Patienten die Blutdruckmessung in der ärztlichen Praxis deutlich höhere Werte  als  bei einer Ruhemessung zu Hause oder bei einer  Langzeitblutdruckmessung (ABDM) ergibt, besteht eine individuell ausgeprägte Reaktivität (siehe Weißkittelhypertonie).